# Victor Edvardsen
Victor Kaj Edvardsen (* 14. Januar 1996 in Göteborg) ist ein schwedischer Fußballspieler.

## Sportlicher Werdegang

### Karrierestart und Durchbruch in Schweden
Edvardsen entstammt der Jugend des IFK Göteborg. Obwohl er sich als regelmäßiger Torschütze in der A-Jugend-Mannschaft, mit der er den Meistertitel in der Juniorallsvenskan gewonnen hatte, ausgezeichnet und einige Spiele in der Reservemannschaft absolviert hatte, wurde er im Sommer 2015 auf Leihbasis zum seinerzeitigen Zweitligisten Utsiktens BK in die Superettan verliehen. Für den Zweitliganeuling bestritt er bis zum Saisonende elf Ligaspiele, im Lokalderby gegen GAIS erzielte er mit dem spielentscheidenden Treffer zum 1:0-Erfolg sein erstes Profitor. Am Ende der Zweitliga-Spielzeit 2015 verpasste er mit dem Klub jedoch den Klassenerhalt. Da er in Göteborg ohne Perspektive war, wechselte er im Frühjahr 2016 nach Norwegen zu Elverum Fotball. Nach nur einer Halbserie kehrte er jedoch dem Drittligisten den Rücken und wechselte zurück nach Schweden zu Stenungsunds IF in die viertklassige Division 2. Dort blieb er wiederum nur ein halbes Jahr. Nach sieben Toren in elf Saisonspielen hatte er den Drittligisten IK Oddevold überzeugt, der ihn mit einem Zwei-Jahres-Kontrakt an sich band. Doch schon nach einem halben Jahr wurde der Vertrag gelöst und Edvardsen ging zurück nach Göteborg und pausierte zeitweise ganz mit dem Fußball und begann bei einem Volvo-Zulieferer zu arbeiten.
Nachdem Edvardsen 2018 ein Angebot vom Karlstad BK bekommen hatte, begann er wieder im Leistungsbereich Fußball zu spielen. Er avancierte zum regelmäßigen Torschützen, mit 25 Saisontoren in 24 Ligaspielen war er maßgeblich am Wiederaufstieg des Klubs in die Drittklassigkeit beteiligt. Auch in der Division 1 blieb er torgefährlich, mit 14 Saisontoren gehörte er zu den torgefährlichsten Spielern der Nordstaffel und rangierte am Saisonende mit dem Klub auf dem fünften Tabellenplatz. Daraufhin lotste ihn Manager Patrik Werner zu Degerfors IF in die Superettan, wo er einen Drei-Jahres-Vertrag unterzeichnete. Bei seinem neuen Klub knüpfte er direkt an seine Erfolge als Torschütze an. Mit 16 Saisontoren war er am Ende der Zweitliga-Spielzeit 2020 hinter Torschützenkönig Pontus Engblom, der für GIF Sundsvall 20 Treffer erzielt hatte, und dem ihn um drei Tore übertreffenden Mannschaftskameraden Johan Bertilsson drittbester Torschütze der Liga. Als Tabellenzweiter hinter Halmstads BK stieg er mit der Mannschaft in die Allsvenskan auf. Dort erzielte er am 9. Mai 2021 anlässlich des fünften Spieltags beim 2:0-Erfolg über den seinerzeitigen Tabellenführer Djurgårdens IF seine ersten beiden Erstligatore. Zwei Spieltage später folgte beim 3:0-Sieg über Örebro SK ein Hattrick. Insgesamt erzielte er in der Erstliga-Spielzeit 2021 14 Saisontore, damit platzierte er sich gleichauf mit Antonio Čolak von Meister Malmö FF an zweiter Stelle der Torschützenliste hinter Torschützenkönig Samuel Adegbenro von IFK Norrköping. 
Anfang 2022 wechselte Edvardsen weiter zum Vorjahresdritten Djurgårdens IF, bei dem er einen bis Ende 2025 laufenden Vertrag unterzeichnete. Mit neun Saisontoren in der Spielzeit 2022 war er vereinsintern bester Torschütze und führte die Mannschaft um Joel Asoro, Magnus Eriksson, Hampus Findell, Isak Hien und Elias Andersson hinter BK Häcken zur Vizemeisterschaft. Parallel erreichte er die Gruppenphase der UEFA Europa Conference League 2022/23, wo sie ohne Niederlage vor KAA Gent und Molde FK Gruppensieger wurde. Im Achtelfinale schied die Mannschaft gegen Lech Posen aus.

### Wechsel ins Ausland
Im Sommer 2023 verließ Edvardsen Schweden, um sich dem niederländischen Erstligisten Go Ahead Eagles Deventer anzuschließen. In der Spielzeit 2023/24 schwankte er zwischen Startelf und Ersatzbank, als Tabellenneunter erreichte er mit der Mannschaft die niederländischen Europapokal-Play-Off-Spiele. In beiden Spielen gegen NEC Nijmegen und dem FC Utrecht kam er zum Einsatz, als der Klub sich für die Qualifikation zur UEFA Conference League 2024/25 qualifizierte. In der Spielzeit 2024/25 etablierte er sich als Stammspieler, auch im Endspiel um den KNVB-Pokal 2024/25 stand er unter Trainer Paul Simonis in der Startformation. Mannschaftskapitän Mats Deijl führte per verwandeltem Strafstoß in der Nachspielzeit die Mannschaft gegen AZ Alkmaar in die Verlängerung, im Elfmeterschießen gelang der erste nationale Pokalgewinn in der Vereinsgeschichte.